# Cesare Campori
Cesare Campori, född den 15 augusti 1814 i Modena, död den 5 september 1880 i Milano, var en italiensk markis och historiker.
Camporti skrev - förutom ett par historiska skådespel - med grundlig forskning och klar framställning flera historiska monografier, bland annat den rikhaltiga Raimondo Montecuccoli, i suoi tempi e la sua famiglia (1876), hans främsta arbete. I Delle relazioni di Cristina di Svezia coi principi Estensi (i "Atti e memoire della deputazione di storia patria per le provincie di Romagna", 1878) skildrade han drottning Kristinas förbindelser med hertig Frans I av Este. En samling av hans avhandlingar utgavs 1882 under titeln Memorie patrie, storiche e biografiche.